# Thế giới quan
Thế giới quan là định hướng nhận thức cơ bản của một cá nhân hay xã hội bao gồm toàn bộ kiến thức và quan điểm của các cá nhân hay xã hội. Thế giới quan có thể bao gồm triết học tự nhiên; định đề cơ bản, hiện sinh, và quy chuẩn; hoặc các chủ đề, các giá trị, cảm xúc, và đạo đức.